# Ske
 Denne artikel omhandler brugen af skeer som spiseredskab. For skeer som instrument, se Skeer (instrument).
 "Laf" omdirigeres hertil. For andre betydninger af Laf, se LAF.
Skeen er et meget gammelt spiseredskab, som blev udviklet allerede i stenalderen ved at man forlængede skaftet på en øse. I meget lang tid viste skebladet ("laffet") tilbage til øsen ved sin runde form. Først under barokken i det 17. århundrede fik skeen sin velkendte form med et ovalt blad.
Den jævne befolkning brugte skeer af træ (f.eks. Benved (Euonymus), Buksbom (Buxus) eller Ene (Juniperus)) eller horn (materiale). Til gengæld var skeen et personligt redskab over for de mange fællesting på bordet. Med opfindelsen af billige legeringer i slutningen af det 19. århundrede lykkedes det at fremstille skeer industrielt. Det betød, at almindelige mennesker også kunne dække bord uden at regne med, at gæsterne selv medbragte ske.
Hos de velhavende havde man allerede længe spist med skeer af sølv, forgyldt sølv eller guld. En overgang, hvor porcelæn var noget nyt og moderne, skulle skeerne have skafter af dette materiale, men ellers har skeer normalt været lavet af metal i ét stykke. Fra middelalderen kendes dog eksempler på træskeer med sølvskafter.
I dag findes skeer i en lang række udformninger til vidt forskellige formål. Ved opdækning til finere brug er det almindeligt, at der – som minimum – findes en speciel ske til både suppe, dessert og kaffe/te.